# Nikolaevo, Sliven
Nikolaevo (în bulgară Николаево) este un sat în comuna Sliven, regiunea Sliven,  Bulgaria. 

## Demografie
Componența etnică a satului Nikolaevo
     Bulgari (95,28%)
     Romi (3,45%)
     Nicio identificare (1,25%)
     Altele (0%)
La recensământul din 2011, populația satului Nikolaevo era de 318 locuitori. Din punct de vedere etnic, majoritatea locuitorilor (95,28%) erau bulgari, cu o minoritate de romi (3,45%). Pentru 1,25% din locuitori nu este cunoscută apartenența etnică.